# Calodia periyari
Calodia periyari  (лат.) — вид прыгающих насекомых рода Calodia из семейства цикадок (Cicadellidae). Ориентальная область: Индия. Назван по месту обнаружения типовой серии в национальном парке Periyar National Park and Wildlife Sanctuary. Общая окраска рыжевато-бурая. Голова рыжеватая с коричневым оттенком; лицо жёлтое; глаза коричневые с зелёным отблеском; оцеллии чёрные; передние крылья коричневые с гиалиновым краями, жилкование темнее. Грудные стерниты с буровато-охристыми отметинами. Длина самцов 6,9 мм; ширина головы через глаза 1,8 мм. Скутеллюм крупный, его длина равна или больше длины пронотума. Голова субконическая, отчётливо уже пронотума; лоб узкий. Глаза относительно крупные, полушаровидные. Клипеус длинный, узкий. Сходны по габитусу с Calodia kodikanelensis и Calodia ostenta, отличаясь деталями строения гениталий. Вид был описан в 2019 году энтомологами C. A. Viraktamath и Naresh M. Meshram (Индия).